# Хайфа — Мерказ Ха-Шмона
Хайфа — Мерказ Ха-Шмона (ивр. תחנת הרכבת חיפה מרכז השמונה‎, Тахана́т ха-Раке́вет Хейфа Мерка́з ха-Шмона, дословно «Хайфа, центр восьми») — пассажирская станция Израильских железных дорог, расположенная на главной линии Прибережной железнодорожной линии и обслуживающая город Хайфа. Является объектом исторического наследия.

## Расположение
Станция расположена на береговой линии север-юг и находится напротив площади Кика́р Плю́мер (ивр. כיכר פלומר‎, "площадь Плюмер "), по адресу Де́рех ха-Ацмау́т (ивр. דרך העצמאות‎, «Путь независимости») в центре Хайфы, в районе Нижний город. Станция является одной из четырёх железнодорожных станций, напрямую обслуживающих город Хайфа, а также одной из шести железнодорожных станций в пределах муниципальных границ Хайфы. Однако, несмотря на то, что станция называется центральным вокзалом города, она значительно менее загружена, чем станция Хоф-ха-Кармель на юго-западной окраине города.

## История

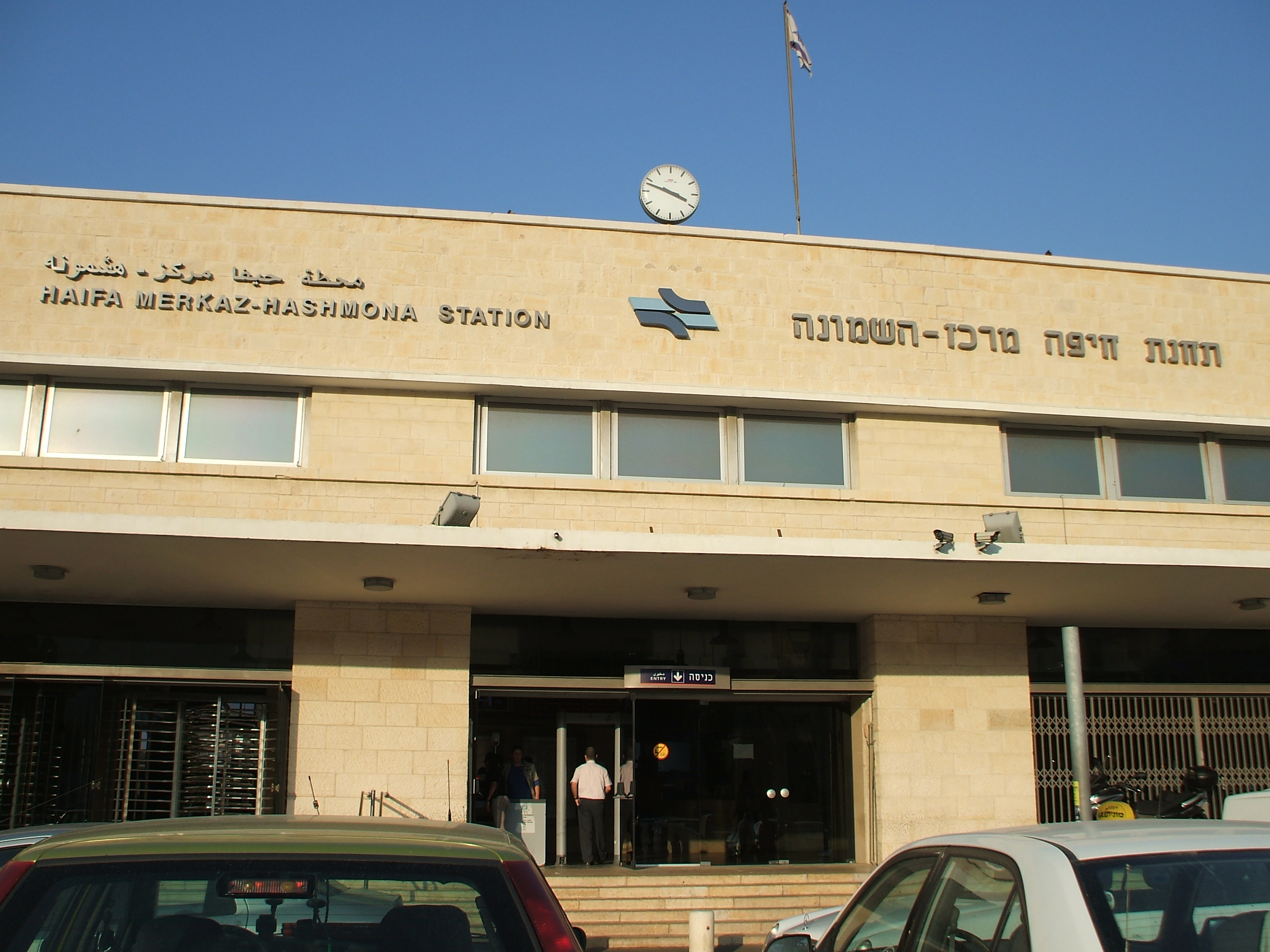
Вход на станцию Хайфа Мерказ ха-Шмона́

Станция была построена британцами во время их мандата на Палестину и открыта в 1937 году. Территория станции находится на местности, осушенной от Средиземного моря при строительстве Хайфского порта в 1930-х годах. Станция получила название «Хайфа Центр» (англ. Haifa Center). Здание вокзала было построено в стиле Баухаус и выровнено со зданиями, стоявшими на улице ха-Ацмаут(тогда англ. Kingsway, «Королевский проспект»), поэтому оно не параллельно железнодорожным путям и платформам на станции.
Сначала на станции было две платформы, но со временем был добавлен третий железнодорожный путь, также к зданию вокзала был пристроен второй этаж с целью увеличения офисной вместимости (здание первоначально было рассчитано на четыре этажа).
В 1950-х и 1960-х годах на «площади Плюмер» находился также центральный автовокзал Хайфы, но в 1970-х годах, после строительства автовокзала «Хайфа Бат-Галим», был ликвидирован. Соседний железнодорожный вокзал «Хайфа Бат-Галим», который был построен и открыт одновременно с автовокзалом, де-факто заменил Центральный Хайфский вокзал в качестве центрального железнодорожного вокзала Хайфы. В начале 2000-х центральным стал вокзал Хоф ха-Кармель.
До 1980 года головной офис Израильских железных дорог располагался на Центральном вокзале Хайфы. По решению Генерального директора Израильских железных дорог головной офис был перенесен на тель-авивскую станцию Савидор.
В 2003—2004 годах на станции была проведена масштабная модернизация и реконструкция, после чего она стала доступной для инвалидов. Мост, соединяющий две платформы и оказавшийся слишком низким для запланированных воздушных линий электропередач, был заменен тоннелем с лифтами. Как интерьер, так и экстерьер станции были обновлены до нынешнего стандарта пассажирских станций Израильских железных дорог.
16 июля 2006 года, во время израильско-ливанского конфликта 2006 года, ракета Хизбаллы «Катюша» попала в железнодорожное депо, в результате чего погибли восемь рабочих Израильских железных дорог. Движение поездов на станции было приостановлено. Станция была восстановлена через 29 дней, 14 августа, через два дня после вступления в силу перемирия.
9 июля 2007 года, через год после инцидента, станция была переименована в память о восьми жертвах и стала называться «Хайфа Мерказ ха-Шмона» («Хайфа, Центр восьми»).
16 декабря 2021 года был утвержден Национальный инфраструктурный «План 65-Бет», согласно которому, станция будет перемещена под землю и переименована в станцию «Хайфа-Кирят ха-Мемшала» (ивр. חיפה קריית הממשלה‎, «Хайфа-Правительственный квартал»), а расширенная станция Хоф ха-Кармель официально станет центральным железнодорожным вокзалом Хайфы.

## Железнодорожное сообщение

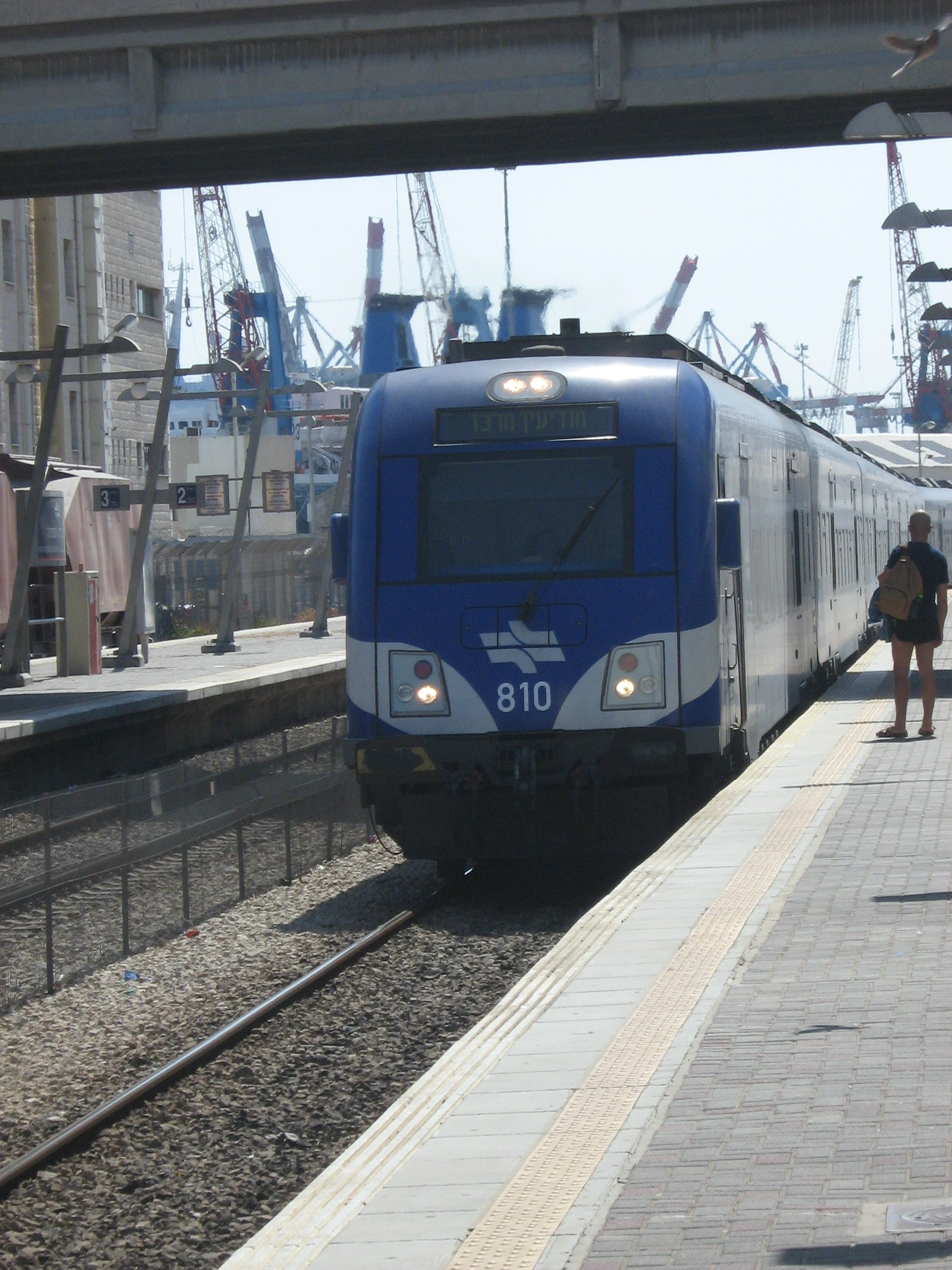
Siemens Viaggio Light DVT на станции Хайфа Мерказ ха-Шмона

Станция обслуживает:
- участки Прибрежной железнодорожной линии Израиля[англ.] (Нагария — Хайфа — Тель-Авив — аэропорт Бен-Гурион — Модиин, Нагария — Хайфа — Тель-Авив — Лод — Беэр- Шева),
- междугородние линии Хайфа—Тель-Авив— Иерусалим
- пригородную линию, обслуживающую северные предместья Хайфы —Крайот, Акко и Нагарию (пригородная линия Хайфа—Акко/Нагария)
- поезда, курсирующие по железной дороге Изреельской долины.

Станция расположена между железнодорожной станцией «Мерказит ха-Мифрац» на севере и железнодорожной станцией «Хайфа Бат-Галим» на юге. Поезда на вокзале ходят очень часто. Например, в будние дни в часы пик (с 7:00 до 11:00 и с 15:00 до 20:00) четыре поезда в час отправляются в Центральный Тель-Авив и обратно, время в пути составляет около часа.
- Междугородняя служба:
  - В будние дни станцию круглосуточно обслуживает 61 поезд в южном направлении и 62 поезда в северном направлении, а в дни пик (воскресенье и четверг) курсируют дополнительные поезда.
  - По пятницам и в канун праздников станцию обслуживает 21 поезд южного и 21 северного направления. Последний поезд отправляется в 15:59, а последний поезд прибывает в 17:48.
  - По субботам и праздникам станцию обслуживают 6 поездов южного направления и 5 поездов северного направления. Первый поезд прибывает в 22:23, а первый поезд отправляется в 21:03.
- Пригородная служба:
  - В будние дни станцию обслуживают 32 пригородных поезда южного и 35 северного направления, следующих из Хайфы в Акко или Нагарию.

## Схема станции
| Боковая платформа   | |
| Платформа 1         | → Направление Модиин Хайфа Бат-Галим → →Направление Нагария—Беэр-Шева и Кармиэль—Беэр-Шева Хайфа Бат-Галим → → Направление Хайфа Хоф ха-Кармель (Хайфа Бат-Галим) → →Направление Атлит (Хайфа Бат-Галим) →       |
| Платформа 2         | ← Нагария-Модиин и Нагария-Беэр-Шева, возвращающиеся в сторону Нагарии (Ха-Мифрац) ← Кармиэль-Беэр-Шева и Кармиэль-Хайфа Возвращение в Кармиэль (Ха-мифрац) ← Бейт-Шеан-Атлит Возвращение в Бейт-Шеан(Ха-мифрац) |
| Островная платформа | |
| Платформа 3         | ← Обычно не используется → |

## Поездки

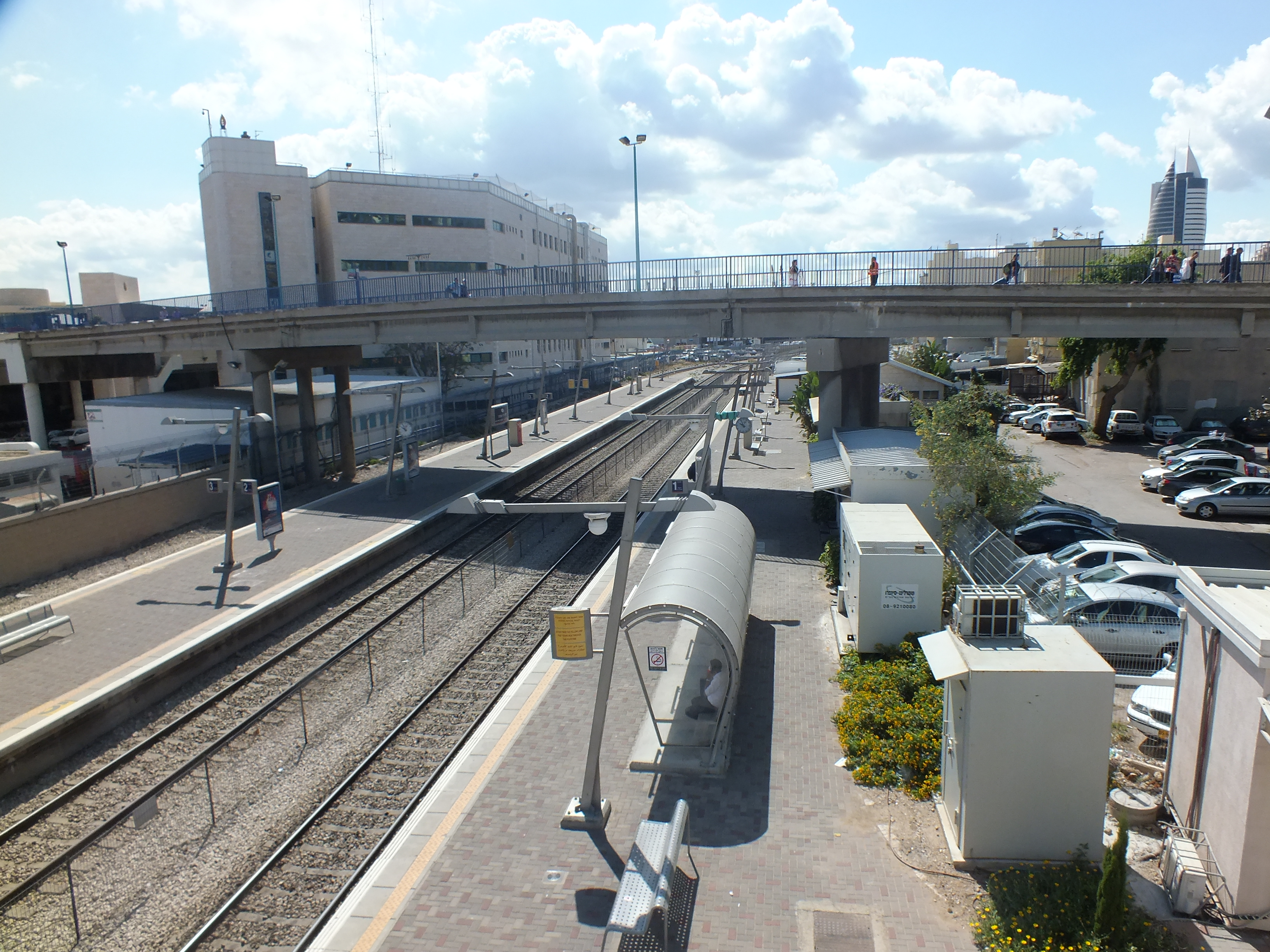
Пешеходы на мосту, соединяющем пассажирский терминал порта Хайфы с улицей Ха-Ацмаут и железнодорожной станцией «Хайфа-центр».

| Год  | Пассажиры             | Классификация  | Источник          |
| ---- | --------------------- | -------------- | ----------------- |
| 2021 | 1 066 835 (▲ 292,973) | 23 of 66 (▼ 1) | Отчёт за 2021 год |
| 2020 | 773 862 (▼ 1,468,417) | 22 of 68 (▬)   | Отчёт за 2020 год |
| 2019 | 2 242 279             | 22 of 68       | Отчёт за 2019 год |

## Транспорт
Вокзал "Хайфа Мерка́з ха-Шмона́ "расположен рядом с улицей «Дерех ха-Ацмаут», главной артерией общественного транспорта Нижнего города, поэтому до станции легко добраться как на автобусе, так и на такси . Автобусные маршруты :
- Метронит 1: Центральный автовокзал Хайфа Хоф ха-Кармель — Центральный автовокзал Крайот (через Нижний город и Мерказит ха-Мифрац (автобусная станция)[англ.]).
- Метронит 2: Железнодорожная станция Бат-Галим — Кирьят-Ата (через Нижний город и Мерказит ха-Мифрац (автобусная станция)[англ.]).
- 14: Район Бат-Галим (круговой) (работает только по субботам).
- 17: Хоф ха-Кармель (автобусная станция)[англ.] — Технион.
- 18: Железнодорожная станция Бат Галим — район Неве Шаанан .
- 19: Район Бат-Галим — Технион (только вечером и ночью).
- 36: Железнодорожная станция Бат-Галим — Университет.
- 200: Мерказит ха-Мифрац (автобусная станция)[англ.]— пляж Дадо (только ночью).
- 205: Хайфа Мерказ ха-Шмона (Железнодорожный вокзал)—Тират Кармель (только по выходным дням).
- 236: Хайфа Мерказ ха-Шмона (Железнодорожный вокзал) — Центральный Кармель.
- 331 и 332: пригородные линии в Назарет.

Станция также находится в нескольких минутах ходьбы от пассажирского терминала порта Хайфы и недалеко от Кикар Париз (ивр. כיכר פריז‎ , Парижская площадь), где расположена станция Кармелит (Хайфский метрополитен).

## Удобства
Если есть необходимость в помощи представителя персонала станции в посадке на поезд и высадке из него, то, в соответствии с постановлениями о равенстве прав для лиц с ограниченными возможностями, можно согласовать поездку через интернет-сайт или через центр обслуживания по телефону *5770.
На станции доступны:
- Банкомат
- Билетная касса
- Автомат по продаже билетов
- Торговые автоматы (еда и напитки)
- Автостоянка
- Туалет
- Велосипедная стоянка